# Istituto universitario europeo
L'Istituto Universitario Europeo (IUE, in inglese European University Institute – EUI) è un ente di studio e di ricerca finanziato dall'Unione europea con sede nella badia Fiesolana di San Domenico di Fiesole.

## Storia
L'idea di costituire un ente universitario europeo risale alla conferenza di Messina del 1955. Nel 1972, dopo quasi vent'anni di discussioni, i sei Paesi fondatori delle Comunità europee firmarono una convenzione, volta ad istituire un ente di formazione internazionale, con corsi di dottorato indirizzati ai possessori di laurea o diploma equivalente. Nel 1976 iniziarono i corsi e le attività di ricerca sulle scienze sociali, inerenti prettamente al contesto europeo.
Dal 1993, l'Istituto ospita il Robert Schuman Centre, che si occupa delle questioni critiche per l’Europa, con l'obiettivo di sviluppare una ricerca accademica all'avanguardia e di fungere da ponte tra il mondo accademico e quello delle politiche pubbliche.
Nel 2017, l'IUE ha istituito la Florence School of Transnational Governance, con programmi di laurea magistrale, borse di studio e formazione executive.
Dal 2019 l'Istituto Universitario Europeo è membro del network The European University of Social Sciences (CIVICA).
Dal 1º giugno 2020, l'Istituto ospita l'Osservatorio europeo dei media digitali, meglio conosciuto con il suo acronimo EDMO, che deriva dal nome inglese, European Digital Media Observatory.
Ad oggi l'IUE è finanziato dai suoi 23 Stati contraenti, dall'Unione Europea (Erasmus+) e da risorse proprie, provenienti da finanziamenti per la ricerca e collaborazioni con attori pubblici e privati. Ogni anno, accoglie circa 130 nuovi ricercatori di dottorato nei suoi dipartimenti ed offre una selezione di programmi di master e corsi di formazione executive. La comunità internazionale di studenti e ricercatori in fase iniziale è composta da circa 1000 studiosi provenienti da oltre 100 paesi.

## Struttura
L'ateneo è organizzato nei seguenti dipartimenti:
- Economia (economics)
- Giurisprudenza (law)
- Scienze politiche e sociali (political and social sciences)
- Storia (history)

### Edifici
Gli edifici che ospitano l'Istituto sono collocati nella frazione San Domenico di Fiesole. L'edificio principale, la badia Fiesolana, ospita gli uffici del presidente, la biblioteca e la sede principale del dipartimento di scienze politiche e sociali; quest'ultimo dispone di ulteriori sedi presso villa Pagliaiuola, villa Raimondi e villa Sanfelice. Il dipartimento di economia è collocato all'interno di villa San Paolo, mentre quello di giurisprudenza – oltre a uffici e aule presso il Casale e villa Raimondi – condivide la sede principale di villa Schifanoia con i dipartimenti di storia e civiltà e dell'accademia di diritto europeo.
Il centro Robert Schuman ha la sua sede principale a villa La Fonte, con uffici distaccati presso il convento di San Domenico e villa Malafrasca. Il centro linguistico ha sede a villa Raimondi, mentre gli e archivi storici dell'Unione europea si trovano a villa Salviati, la quale accoglie altresì la segreteria generale e gran parte degli uffici amministrativi. La Florence School of Transnational Governance ha invece sede presso Palazzo Buontalenti.

### Archivi storici
Gli archivi storici dell'Unione europea custodiscono i documenti prodotti dalle istituzioni dell'Unione europea, rendendoli accessibili al pubblico superati i trent'anni dalla loro creazione. Gli archivi hanno, inoltre, il compito di conservare fondi privati e collezioni di personalità, movimenti e organizzazioni internazionali che abbiano giocato un ruolo importante nel processo d'integrazione europea.

### Ricerca
Il Centro Robert Schuman è promotore di ricerche trasversali e comparative concernenti la società europea e i relativi processi d'integrazione.

### Governance
I principali organi dell'Istituto Universitario Europeo sono l'High Council (composto dai delegati degli Stati membri) e dall'Academic Council. La Presidente dell'Istituto è la Professoressa Patrizia Nanz, assistita nelle sue funzioni dal Segretario Generale, Marco Del Panta, e dal Chief Operating Officer, Roberto Nocentini.

## Classifiche
Nel 2024, l'IUE è stato classificato al 6° posto a livello mondiale per le scienze politiche e tra le prime 100 università al mondo in sociologia, amministrazione pubblica ed economia secondo lo Shanghai Ranking.